# Köhntoptal
Köhntoptal este o arie protejată (arie specială de conservare — SAC, sit de importanță comunitară — SCI) din Germania întinsă pe o suprafață de 80,54 ha, integral pe uscat.

## Localizare
Centrul sitului Köhntoptal este situat la coordonatele 53°26′24″N 13°51′01″E / 53.44°N 13.8503°E.

## Înființare
Situl Köhntoptal a fost declarat sit de importanță comunitară în februarie 1999.

## Biodiversitate
Situată în ecoregiunea continentală, aria protejată conține 4 habitate naturale: Cursuri de apă de la nivel de câmpie la nivel montan, cu vegetație Ranunculion fluitantis și Callitricho-Batrachion, Pajiști stepice subpanonice, Liziere de ierburi înalte hidrofile de câmpie și de nivel montan până la alpin, Păduri aluvionare cu Alnus glutinosa și Fraxinus excelsior (Alno-Padion, Alnion incanae, Salicion albae).
La baza desemnării sitului se află mai multe specii protejate:
- mamifere (1): vidră de râu (Lutra lutra)
- nevertebrate (1): Vertigo moulinsiana

Pe lângă speciile protejate, pe teritoriul sitului au mai fost identificate 4 specii de plante.